# Грищенко Володимир Олександрович
Володимир Олександрович Грищенко (*26 травня 1951, Старобільськ Луганської області) — президент холдингової компанії «Сеймос».

## Біографічні відомості
Грищенко Володимир Олександрович народився 26 травня 1951 року. Дитячі та шкільні роки провів у селах Старобільського району та місті Старобільск Луганської області. Навчався у Старобільській середній школі № 3, закінчив Донецький політехнічний інститут. Отримав кваліфікацію інженер-системотехнік.

## Трудовий шлях
Трудовий шлях почав в Сєверодонецьку у науково-виробничому об'єднанні «Імпульс» (НВО «Імпульс»). Пройшов усі щабелі виробничої кар'єри: монтажник радіоелектронної апаратури, старший технік, старший інженер, заступник завідувача відділу, заступник головного інженера, заступник генерального директора.
Брав участь в організації наукових розробок та виробництва засобів автоматизації та систем управління для космічної галузі, атомної енергетики, металургії та інших галузей економіки. Був безпосереднім організатором відкриття Сєверодонецького факультету обчислювальних комплексів і систем Харківського інституту радіоелектроніки з денною формою навчання, що стало в подальшому основою для створення Сєверодонецького технологічного інституту.
З метою вирішення житлової проблеми для молодих вчених і робітників об'єднання заснував і очолив у 1986 році молодіжний житловий комплекс (МЖК) «Мрія». Учасники руху МЖК самостійно, за фінансової та організаційної підтримки керівництва підприємства будували багатоповерхові будинки та отримували в них квартири. У 1987 році Володимир Грищенко ініціював і організував впровадження на підприємстві революційного на той час рішення про надання оплачуваної відпустки жінкам для догляду за дитиною до трьох років.

## Діяльність

### Підприємницька діяльність
У 1990 році Грищенко створив і очолив як генеральний директор Сєверодонецьке підприємство «МЖК "Мрія"». З ініціативи В. Грищенка було створено низку підприємств, на основі яких 1993 року організовано холдингову компанію (ХК) «Мрія-Інвест». За роки існування підприємствами ХК «Мрія-Інвест» був розроблений і запущений у виробництво цілий ряд виробів для захисту людини в екстремальних ситуаціях, медичних інструментів, засобів візуалізації та автоматизації для енергетики, залізничних, автомобільних перевезень, спортивних змагань та інше. Багато виробів оригінальні в своєму технічному виконанні, що підтверджено відповідними патентами та сертифікатами, а сєверодонецькі підприємства є ексклюзивними їх виробниками. Важливим напрямом діяльності ХК «Мрія-Інвест» стало будівництво.
За минулі роки під керівництвом В. О. Грищенка побудований 41 багатоквартирний житловий будинок на 1331 квартиру, площею біля 100000 квадратних метрів. Підприємствами компанії спроектовано і побудовано низку будівель адміністративного та офісного призначення. Житлові квартали МЖК «Мрія», «Оріана», «Камелот», «Оберіг», і житлові будинки, побудовані підприємствами компанії, стали візитівками не тільки ХК «Мрія-Інвест», а й міста Сєверодонецьк. Одним із напрямків роботи компанії є інформаційна діяльність. Вона зосереджена на базі створеного з ініціативи Грищенка видавничого дому «Евріка», який видає декілька газет, літературних та інших видань.

### Участь у духовному житті
Володимир Грищенко зробив великий внесок у духовний розвиток суспільства як засновник і президент Луганського обласного благодійного фонду духовного розвитку «Данко». З його ініціативи було розпочато видання літературно-художнього альманаху «Мрія», заснований Всеукраїнський фестиваль дитячої поезії «Джерельце» ім. Йосипа Курлата і видається збірник дитячої поезії «Джерельце». Під керівництвом Грищенка спроектовані і побудовані храм-каплиця Воскресіння Христового, Храм Святого Олександра Нєвського у Луганську, храм-каплиця загиблим шахтарям у м. Ровеньки. Брав активну участь у створенні та будівництві храмового комплексу в урочищі Лісова дача та Собору Різдва Христового.

### Будівництво житла для молоді
Під час кризи економіки на початку 90-х років ХХ ст. і значного скорочення будівництва житла в Україні, В. О. Грищенко став ініціатором, одним із основних розробників та організатором системи державного пільгового довгострокового кредитування будівництва житла для молоді. Після прийняття низки відповідних законодавчих актів, ініційованих та розроблених Грищенком, було створено Державний фонд сприяння молодіжному житловому будівництву, головою правління якого він був призначений, і в Україні почалося впровадження кредитування молодих сімей на будівництво житла.

## Участь у державотворенні
У 2002—2003 роках В. О. Грищенко працював заступником голови Луганської обласної державної адміністрації, а з 2004 року зосередився на діяльності з розбудови в Україні системи трипартизму та соціального діалогу, займаючи посади першого заступника голови, а потім генерального директора Федерації роботодавців України. За роки його роботи Федерація стала найбільшим бізнес-об'єднанням країни, в яке увійшло понад 500 організацій роботодавців, інтегрувалася в міжнародну діяльність і була визнана міжнародним співтовариством.
Грищенко брав участь у розробці цілого ряду законодавчих актів у галузі економіки, соціально-трудових відносин, щодо розвитку соціального діалогу, був ініціатором створення в Україні Національної тристоронньої соціально-економічної ради при Президентові України та її першим співголовою.
Беручи активну участь у розбудові громадянського суспільства в України, Грищенко В. О. був одним з ініціаторів створення і активним учасником Всеукраїнської асоціації «Укрмолодьжитло» та Українського союзу промисловців і підприємців. Грищенко В. О. в 1992—1993 роках — член Ради промисловців і підприємців при Президентові України; в 1995—2000 р.р. — член Ради роботодавців і товаровиробників при Президентові України; в 1995—1999 р.р. — член Національної ради з питань молодіжної політики при Президентові України; в 2003—2005 р.р. — заступник співголови Національної ради соціального партнерства при Президентові України; в 2005—2007 рр. — співголова Національної тристоронньої соціально-економічної ради при Президентові України.
До початку українсько-російської війни (2014 рік) Грищенко був головою Всеукраїнської асоціації «Укрмолодьжитло». Як представник цієї всеукраїнської громадської організації, згідно з відповідними постановами Кабінету Міністрів був заступником голови наглядової ради державної спеціалізованої фінансової установи «Державний фонд сприяння молодіжному житловому будівництву», членом дорадчої служби щодо реалізації національного проекту «Доступне житло».

## Міжнародна діяльність
З 2004 року Грищенко призначається офіційним делегатом України (керівником делегації сторони роботодавців) на всіх профільних і тристоронніх заходах агенцій Організації Об'єднаних Націй (ООН) та Європейського Союзу, а на Міжнародних конференціях праці Міжнародної організації праці (МОП) щороку виступає з відповідними доповідями.
У 2004 році став активним учасником обговорення доповідей вищого керівного органу та генерального директора МОП. У 2005 році Володимир Грищенко був спікером сьомого засідання Міжнародної конференції праці в Женеві, присвяченого дискусії щодо Глобального звіту, поданого в межах продовження Декларації МОП про основоположні принципи та права на виробництві, під назвою «Глобальний союз проти примусової праці».
У 2008 році європейське співтовариство підприємців рекомендує Грищенка В. О. для обрання членом вищого керівного органу МОП — Адміністративної Ради. У червні 2008 року делегати від урядів, організацій роботодавців та профспілок 187 країн світу Міжнародної конференції праці обрали його членом Адміністративної Ради МОП. У цьому ж році Володимир Грищенко активно долучився до роботи Форуму United Nations Global Initiative to Fight Human Trafficking, який проходив у Відні з 13 по 15 листопада, з метою протистояння торгівлі людьми та незаконному використанню людської праці.

## Викладацька та наукова діяльність
1981 року Грищенко В. О. почав викладацьку діяльність. Після відкриття в Сєверодонецьку філії Міжрегіональної академії управління персоналом очолив кафедру менеджменту. Професор, доктор філософії в галузі економіки, співавтор і автор низки наукових робіт, у тому числі навчальних посібників, монографій, наукових досліджень і програм, обраний членом-кореспондентом Академії будівництва України.

## Нагороди та відзнаки
Грищенко В. О. нагороджений Почесною відзнакою Президента України, є кавалером Орденів «За заслуги»Орден «За заслуги» (Україна) ІІ і III ступеня, Святого рівноапостольного князя Володимира II і III ступеня, Святого Нестора літописця II і III ступеня, Святого Димитрія «За справи милосердя», нагороджений Почесною Грамотою Кабінету Міністрів України, Грамотою Верховної Ради України, рядом відомчих нагород та ін. Грищенко В. О. є Почесним працівником будівництва та архітектури України.
За видатний особистий внесок у становлення та реалізацію молодіжної житлової політики Грищенко В. О. нагороджений почесною відзнакою «Медаль "40 років руху МЖК"», відзнакою «За особистий внесок в розвиток молодіжного житлового будівництва». Грищенко В. О. нагороджений медаллю «За заслуги перед Луганщиною», почесною грамотою Луганської обласної державної адміністрації та Луганської обласної Ради. За особливі заслуги в розвитку міста йому присвоєно звання «Почесний громадянин міста Сєверодонецька». Член «Спілки учасників бойових дій та АТО "УВО"», за представленням якої нагороджений орденом «За мужність і відвагу».

## Просвітницька та благодійна діяльність
Грищенком В. О. була підтримана ідея та створенні умови для молодих вчених щодо розробки і впровадження в Україні сучасного інструментарія освіти та отримання компетенцій і навичок в економіці та управлінні. Для реалізації цього завдання була заснована Компанія інтелектуальних технологій (КІНТ), Президентом якої став Грищенко В. О. У 2013 році розробка бізнес-симуляції «ViAL +» була завершена, запатентована та отримала визнання фахової міжнародної асоціації International Simulation and Game Association.
Ставлячи перед собою мету зробити свій внесок у виховання та формування молодої української еліти в галузі економіки та управління, КІНТ почала з 2014 року ініціативно, без підтримки державних органів, безкоштовно для учасників, проведення Всеукраїнських бізнес-турнірів «Стратегія фірми» для школярів, студентів вишів, вчителів і викладачів вишів і сімейних команд. Усього за 5 років проведення турнірів в них взяли участь 8 959 учасників і з кожним роком кількість учасників зростає.
Так, у V Всеукраїнському бізнес-турнірі «Стратегія фірми-2018», взяло участь 3057 представників не лише з усіх регіонів України, а й з Польщі, Литви, Латвії, Естонії, США. Учасниками турніру стали учні, студенти, вчителі та викладачі вищих навчальних закладів з 420 міст, 129 смт, 307 сіл України, представляючи більше ніж 1300 навчальних закладів, в тому числі провідні університети країни.
Під час підготовки до 5-го Всеукраїнського бізнес-турніру фахівцями КІНТ були проведені тренінги для вчителів, директорів і заступників директорів загальноосвітніх навчальних закладів, методистів у 22 містах, в яких взяло участь 990 осіб, в тому числі 364 директорів і заступників директорів закладів, 72 методистів, 535 вчителів.